# جان ویلیامز (سوارکار)
جان ویلیامز (انگلیسی: John Williams؛ زادهٔ ۴ آوریل ۱۹۶۵) سوارکار اهل ایالات متحده آمریکا است.